# Sede Enel di Firenze
La Sede Enel di Firenze è un complesso di edifici in Lungarno Cristoforo Colombo 54, con accesso anche da via Quintino Sella. 

## Storia e descrizione

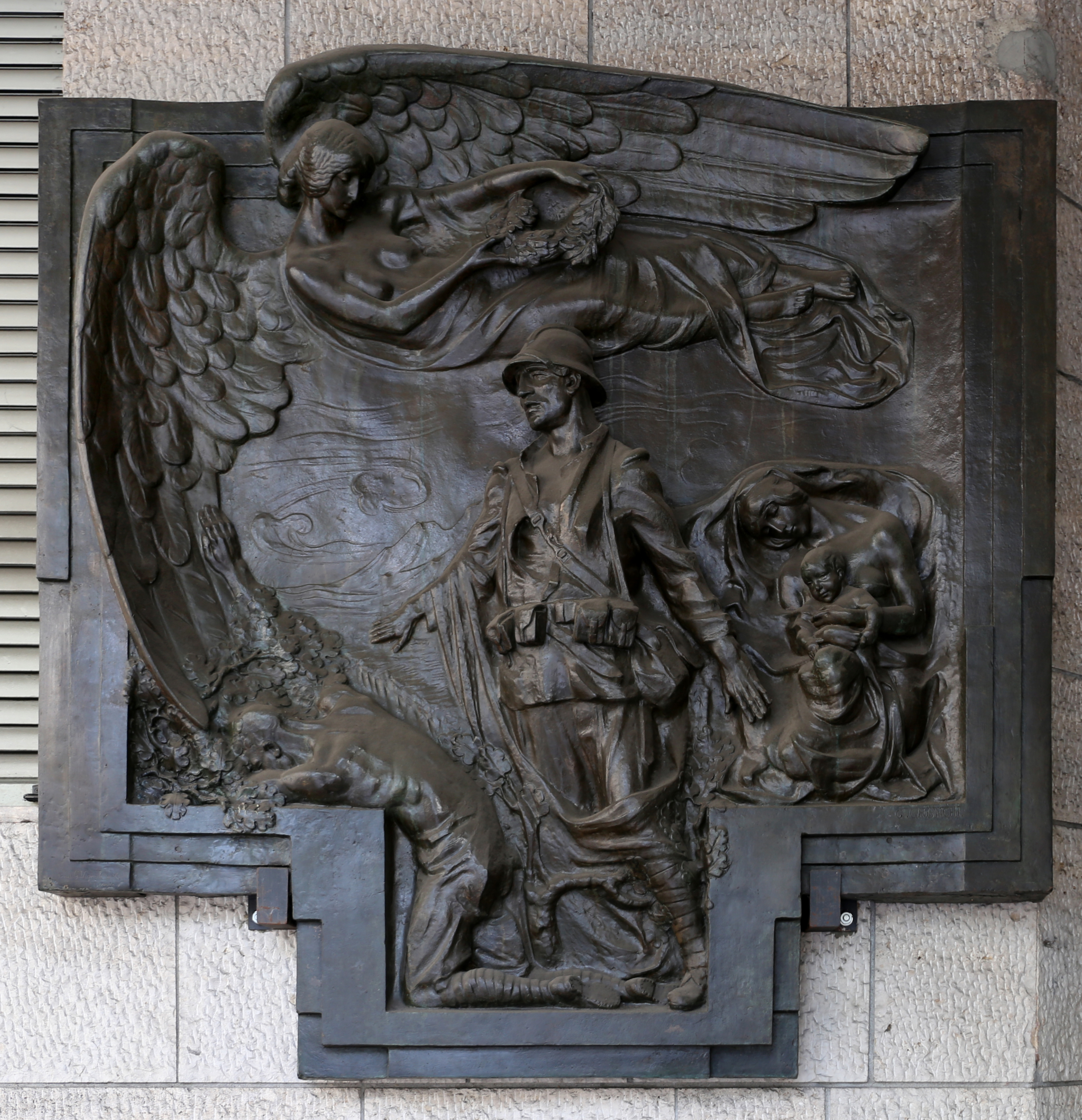
Giuseppe Gronchi, lapide ai caduti della SELT Valdarno

L'Enel, nata nel 1963 dalla nazionalizzazione delle ex-società elettriche, arrivò in città nel 1967-68, con una sede per la Direzione del Compartimento con competenza territoriale su Toscana ed Emilia- Romagna. Raggruppava i vari uffici e competenze un tempo sparsi in più sedi cittadine. Fu scelta un'area di circa 12.000 mq dove esisteva lo stabilimento della Società "Etelia" di Torino, ditta che produceva inchiostri che già aveva in programma di spostarsi in un nuovo stabilimento a Grassina. Nonostante l'area fosse stata destinata a ospitare abitazioni civili, fu ottenuto un nuovo cambio di destinazione, e venne messo a punto un progetto degli ingegneri Saratti e Innocenti, con l'impiantistica affidata a Enzo Giusti. I circa 85.000 metri cubi furono destinati ad uffici, vari servizi, quali la mensa o le autorimesse, e gli impianti tecnici (centrale termica, frigorifera, gruppi elettrogeni e cabine elettriche). L'edificio soddisfece anche alcune esigenze particolarmente innovative per l'epoca, come un elaborato impianto per il ricambio dell'aria. Grazie a tali accorgimenti la sede si rivelò particolarmente comoda e ben attrezzata per spostarvi anche la Direzione per il controllo delle reti e delle centrali e il Centro meccanografico. 
Nella primavera del 1972 i primi uffici furono occupati, ed entro il 1973 la sede ENEL, una volta completati tutti i traslochi, era pienamente attiva. Vi lavoravano circa settecento dipendenti, con un migliaio di uffici e sale, 120 bagni, quindici ascensori e montacarichi, una vasta area a giardino, con una vasca che oltre che decorativa svolgeva anche funzioni antincendio, e un ampio piazzale per il parcheggio sul retro. In seguito, negli anni, l'edificio ha subito varie trasformazioni ed adattamenti: il più evidente è quello che ha trasformato all'interno molti uffici da stanze/cubicolo a spazi aperti all'americana. 
Varie opere d'arte abbelliscono la sede: la scultura monumentale Il Grande Colloquio di Kurt Laurenz Mätzler (1978, esposta dal 1996), o la lapide ai caduti della SELT Valdarno (società elettrica confluita nell'ENEL) di Giuseppe Gronchi (1927).